# Frank Comerford Walker
Frank Comerford Walker (30. maj 1886 – 13. September 1959) var en demokratisk amerikansk politiker, som var generalpostmester Franklin D. Roosevelts kabinet.
Efter at have studeret på Gonzaga University i Spokane fortsatte han på University of Notre Dame i Indiana og fik der sin jura-eksamen i 1909. Derpå grundlagde han en advokatpraksis sammen med sin ældre bror Thomas. I 1913 blev Walker valgt for en enkelt periode til den lovgivende forsamling i Montana. Under 1. verdenskrig kæmpede han med rang af premierløjtnant på Vestfronten, hvorefter han vendte tilbage til sin advokatpraksis i Butte. I 1925 flyttede han til New York, hvor han blev juridisk rådgiver og forretningsfører for Comerford Theatres.
I 1931 begyndte Frank C. Walker at engagere sig stærkt i det Demokratiske parti. Han var en af stifterne af Roosevelt for President Society. Efter at Roosevelt var blevet valgt til præsident foreslog han Walker til posten som kasserer i Democratic National Committee. Fra 1933 tilhørte han den nærmeste kreds omkring Roosevelt, bl.a. som medlem af National Emergency Council.
I 1940 udnævnte præsidenten til sidst Frank Walker til generalpostmester i sit kabinet. Denne post beklædte han i fem år. Efter Roosevelts død den 12. april 1945 trådte Walker tilbage, så den nye præsident Harry S. Truman kunne vælge en ny postminister.
I løbet af sin periode som minister var Walker også fortsat aktiv i partipolitik. Han var formand for den demokratiske nationalkomite 1943-1944 og var i 1944 også delegeret ved nationalkonventet, hvad han i øvrigt også var i 1948. Efter afslutningen på hans embedsperiode i Washington blev han nomineret som suppleant den første generalforsamling i FN.
Frank C. Walker døde i 1959 i New York City og blev bisat i sin hjemby Plymouth, Pennsylvania.

## Eksterne kilder
- Biografi Arkiveret 8. juli 2010 hos  Wayback Machine (engelsk)
- The Political Graveyard Arkiveret 3. oktober 2009 hos  Wayback Machine (engelsk)